# Lanok, Starokosteantîniv
Lanok (în ucraineană Ланок) este un sat în comuna Vesneanka din raionul Starokosteantîniv, regiunea Hmelnîțkîi, Ucraina.

## Demografie
Componența lingvistică a localității Lanok
     Ucraineană (99,05%)
     Alte limbi (0,95%)
Conform recensământului din 2001, majoritatea populației localității Lanok era vorbitoare de ucraineană (99,05%), existând în minoritate și vorbitori de alte limbi.